# Eopaectes albomacula
Eopaectes albomacula är en fjärilsart som beskrevs av Gustaaf Hulstaert 1924. Eopaectes albomacula ingår i släktet Eopaectes och familjen nattflyn. Inga underarter finns listade i Catalogue of Life.